# Какао (роман)
«Кака́о» (порт. Cacau) — второй роман классика бразильской литературы Жоржи Амаду, завершённый и впервые опубликованный в 1933 году. Публикация перевода на русском языке осуществлена не была.

## Описание
Произведение было закончено в июне 1933 года и опубликовано в августе того же года. Своего рода роман-репортаж нёс социалистическую направленность. Его негодующий тон, злободневная тема, новаторский язык повергли в шок и напугали полицию, пытавшуюся не допустить публикацию в продажу. Благодаря вмешательству министра иностранных дел Озвалду Аранья запрет был снят. Скандал обусловил успех, и через месяц весь тираж книги был раскуплен. В сентябре 1933 года вышло 2-е издание романа тиражом 3 000 экземпляров.
Текст предваряется авторским эпиграфом:

В этой книге я пытался описать при минимуме литературных излишеств и c максимальной честностью жизнь работников фазенды какао на юге Баии. Станет ли она пролетарским романом?— Жоржи Амаду. Какао. 1933.
Первые рецензенты затруднялись определить направленность романа, задаваясь вопросами: «„Какао“ — это реалистический, регионалистский или пролетарский роман? Трудно отнести его к какой-либо единственной классификации, поскольку он носит как некоторые черты реализма, так регионализма и пролетарской литературы». К. В. Ковалёв обратил внимание на композиционное решение романа, в котором автор соединил жанровые особенности плутовского романа с традиционной для иберо-романской прозы структурой «романа-монтажа» (или романа-репортажа), предположив, что избрание второго элемента связано воздействием экспрессионизма. Такую модель построения Ж. Амаду использовал не только в 1930—1940-е годы («Пот», «Жубиаба», «Капитаны песка», «Город Ильеус»), но и в романах «второго баиянского цикла». По оценке М. Ф. Надъярных, в романе «Какао», как и первых произведениях Амаду 1930-х годов, прослеживается влияние натурализма и современной пролетарской литературы; сочинение создано с элементами романа воспитания. Из французских авторов среди своих литературных учителей Амаду числил Рабле, Александра Дюма и Эмиля Золя.
Роман стал первым произведением авторского «цикла о какао», к которому относятся «Бескрайние земли» и «Город Ильеус». «Страна карнавала», «Какао» и «Пот» составили первый том трёхтомного иллюстрированного собрания сочинений издательства Livraria Martins Editora, выдержавшего с 1941 по 1975 год 30 переизданий. Помимо того книга выходила отдельными публикациями. В Бразилии роман переиздавался более 50 раз. На языке оригинала книга публиковалась в Португалии. «Какао» стал первым романом Амаду, переведённым на иностранный язык — в июне 1935 года вышла публикация на испанском языке. Произведение было переведено на баскский, греческий, датский, немецкий, итальянский, корейский, голландский, польский, французский языки. На английский и русский языки произведение не переведено.

## Краткое содержание
Повествование ведётся от лица главного героя Жозе Кордейру (José Cordeiro) по прозвищу Сеаренсе (Cearense — от названия штата Сеара, хотя он является уроженцем штата Сержипи). Будучи сыном промышленника, Жозе не желает наследовать дело отца и поступает рабочим на фабрику, после увольнения из которой решает сменить сферу деятельности и поехать на плантации какао. Действие романа происходит на фазенде, в тех местах, где родился Амаду. Герой-рассказчик воплощает тип «интеллектуального пролетария» и описывает тяжкие условия непосильного труда на фазенде. Дочь владельца испытывает к нему симпатию, но герой отказывается от выгодной женитьбы, от второй благоприятной возможности стать хозяином, патроном — ради того, чтобы оставить «своё сердце чистым и счастливым», и предназначает себя для революционной борьбы.
Во время написания романа Жоржи Амаду уже был членом компартии. В «Стране карнавала» и в «Какао» прослеживаются некоторые автобиографические следы: если в первом романе один из второстепенных персонажей, Жозе Лonec, лишь собирается заняться политической активностью, то во втором романе Жозе Кордейру уходит в политическую борьбу, что стало типичным для Латинской Америки в первую треть XX века.

## Судьба русского перевода
Бразильская исследовательница М. Ф. Дармарос указывала, что несмотря на то, что Ж. Амаду был уверен в публикациях романов «Какао» и «Пот» на русском языке, эти произведения не вышли ни в советской, ни в российской печати. Помимо того, Жоржи Амаду сообщил исследователю латиноамериканской литературы Уильяму Руглу (William Rougle) о заверениях некоего советского друга, что эти два романа были переведены на русский язык. Ругл не исключил возможности завершения переводов, но допустил, что их публикация не была одобрена. Дармарос пыталась обнаружить издания или рукописи переводов романов «Какао» и «Пот», но ни в РГБ, ни в РГАЛИ, ни в Фонде «Дом Жоржи Амаду» (Fundação Casa de Jorge Amado) их найти не удалось. По словам исследовательницы, «судьба переводов двух этих произведений остаётся загадкой». По сведениям К. В. Ковалёва, первые три романа Ж. Амаду «Страна карнавала», «Какао» и «Пот» по-прежнему остаются не известными российскому читателю. Невзирая на это, в справочниках об изданиях книг писателя на иностранных языках значится, что «Какао» и «Пот» были опубликованы в русских переводах.